# 영노 (1976년 영화)
《영노》는 한국에서 제작된 이성구 감독의 1976년 영화이다. 이대근 등이 주연으로 출연하였고 김태수 등이 제작에 참여하였다. 1976년 11월 5일 개봉하였다.

## 출연

### 주연
- 이대근
- 한문정
- 윤미라